# Nahrbtnikanje
Nahrbtnikanje, nahrbtnikarstvo ali potovanje z nahrbtnikom (angleško backpacking) je oblika nizko cenovnega, neodvisnega potovanja. Včasih je
ta oblika potovanja predstavljala zanemarljivo aktivnost, primerno za odpadnike družbe (t. i. society drop out), danes pa predstavlja velik turistični trend. Po navadi se za to obliko
potovanja odločijo mladi študenti, ki pavzirajo, vedno več pa tudi starejši, ki potrebujejo oddih od službe ali vsakdanjega življenja. Nahrbtinikarji so večinoma iz evropskih, angleško-govorečih ali azijskih držav.

## Značilnosti
- Potovanje z javnimi prevozi.
- Koriščenje cenovno ugodnih nastanitev (hostel, Airbnb…).
- Potovanje za daljše časovno obdobje (v primerjavi za običajnim počitnikovanjem).
- Poleg ogleda znamenitosti je cilj tudi spoznati lokalno prebivalstvo in druge popotnike.
- Načrtovanje potovanja s pomočjo pametnih telefonov in interneta.
- Osebne predmete se nosi v nahrbtniku. Prvi nahrbtnikarji so svoje stvari prenašali v 30-60 litrskih nahrbtnikih, danes pa uporabljajo bolj kovčke na kolesih in se poslužujejo nekaterih manj tradicionalnih metod nosljivosti. Trend narekuje, da naj prtljaga ne bi bila težja od 8-10 kilogramov (ne presega dovoljene teže ročne prtljage na letalih).
- Nahrbtnikanje vključuje tudi delo v različnih državah za krajše obdobje,odvisno pa je od delovnih zakonov v državi. Nahrbtnikarji se lahko na potovanje podajo tudi kot digitalni nomadi – to so ljudje, ki za svoje delo uporabljajo tehnologijo in živijo nomadsko življenje.
- Smisel za avtentičnost. Nahrbtnikanje ni samo oblika turizma, ampak tudi vir izobrazbe. Nahrbtnikarji raje želijo doživeti resnično plat destinacije, kot pa zapakirano verzijo, ki se velikokrat povezuje z masovnim turizmom.

## Zgodovina
Ljudje so več tisoč let potovali s svojo lastnino na hrbtu, ampak bolj zaradi nujnosti kot pa zaradi hobija.
V 17. stoletju naj bi bil italijanski avanturist Giovani Francesco Gameli Careri eden izmed prvih ljudi, ki se je udejstvoval v nahrbtnikanju.
Moderna generacija nahrbtnikarjev vsaj delno sega do potovanj hipijev v šestdesetih in sedemdesetih letih dvajsetega stoletja, ki je sledilo potem Svilne ceste. Nekateri nahrbtnikarji še danes sledijo tej poti. Že od poznega 20. stoletja nahrbtnikarji množično obiskujejo jugovzhodno Azijo.

### Prednosti
Raziskava iz leta 2018, ki so jo izvedle univerze Sun Yat-sen in Shaanxi Normal na Kitajskem ter Univerza Editha Cowana iz Avstralije, je dokazala, da je pri nahrbtnikarjih iz zahoda nahrbtnikanje vodilo v osvojitev sposobnosti, kot so efektivna komunikacija, sprejemanje odločitev, prilagajanje in reševanje problemov, kar je pripomoglo k rasti samo-učinkovitosti. Za kitajske nahrbtnikarje pa je pridobivanje sposobnosti,kot so upravljanje s časom in denarjem, razvoj jezikovnih sposobnosti, upravljanje stresa in samo-motivacija zagotovilo največji dvig samo-učinkovitosti.
Za mnoge skupnosti z nizkimi prihodki v razvijajočih se državah sveta, ekonomske prednosti gostujočih nahrbtnikarjev pretehtajo njihove negativne vplive. Ker nahrbtnikarji radi uživajo lokalno pridelano hrano, prenočujejo v majhnih gostiščih in uporabljajo lokalni transport, večina njihovega porabljenega denarja ostane v državi in se nepotroši za namene konvencionalnega masovnega turizma. Posli, ki strežejo nahrbtnikarjem, so po navadi v lasti lokalnih lastnikov in zato se profit obdrži v državi, kot pa da bi postal last internacionalnih hotelskih združb.

### Kritike
Backpacking turizem iz časov hipijev je velikokrat tarča kritik, saj naj bi spodbujal urbane liberalne manjšine in hkrati žalil islamsko tradicionalno teologijo]], kar bi lahko vodilo tudi do islamskega prebujenja v poznih 70ih.
Čeprav je bil eden izmed glavnih ciljev nahrbtnikanja iskanje avtentičnosti, večina nahrbtnikarjev nameni čas interakciji z drugimi nahrbtnikarji, tako da stik z lokalnim prebivalstvom postane sekundarnega pomena.
Nahrbtnikarski turizem je bil deležen kritik zaradi tega, ker naj bi povsem preobrazil nekatera manjša, zaspana mesteca – primer je Full Moon Party na Tajskem, kjer pomanjkljivo oblečeni najstniki dobesedno urinirajo v ocean.

## Različice
Flashpacking (dobeseden prevod bi bil piflarski nahrbtnikar oziroma piflarski popotnik z nahrbtnikom) in Poshpacking sta različici nahrbtikanja, ki se nanašata na nahrbtnikanje z višjimi finančnimi (in drugimi) sredstvi. Pri tem se beseda backpacking kombinira s flash (= fensi oziroma samovšečen) in posh (=višji sloj).
Izraz Bagpacking je sestavljen iz dveh besed, Backpacking (nahrbtnikanje) +begging oziroma prosjačenje. Nanaša se na posameznike, ki posredno ali neposredno prosijo za denar, zbirajo denar s pomočjo uličnih nastopov ali s prodajo manjših izdelkov, da pridobijo sredstva za nadaljevanje svojega potovanja. Ta trend požame veliko kritik, saj naj bi nahrbtnikarji denar pobirali od ljudi, ki ga dejansko potrebujejo za preživetje. Ta trend se v največji meri pojavlja v Južni Ameriki in jugovzhodni Aziji.